# Thomas Reiter
Thomas Arthur Reiter (23 de maig de 1958, Frankfurt del Main, Alemanya) és un astronauta de l'ESA retirat i General de Brigada en les Forces Aèries Alemanyes que treballa. actualment com a Director d'Operacions de Vols Espacials Tripulats a l'Agència Espacial Europea (ESA). Fins al 2008, va ser un dels 25 astronautes en termes de temps total a l'espai. Amb la seva dona i els seus dos fills viu a Wahnbek (a prop d'Oldenburg) a la Baixa Saxònia.